# نانو ذرات و کاربردهای آن‌ها در داروسازی

## نانوذرات و کاربردهای آن‌ها در داروسازی
نانوذرات (Nanoparticles) به ذراتی گفته می‌شود که اندازه آنها بین ۱ تا ۱۰۰ نانومتر است. این ذرات به دلیل خواص فیزیکی، شیمیایی و زیستی ویژه‌ای که در این مقیاس دارند، در حوزه‌های متنوعی مانند مهندسی مواد، علوم زیستی و به‌ویژه علوم داروسازی (Pharmaceutical Sciences) کاربردهای گسترده‌ای یافته‌اند. یکی از مهم‌ترین کاربردهای نانوذرات در داروسازی، انتقال هدفمند داروها به سلول‌ها یا بافت‌های خاص است. این انتقال هدفمند، موجب افزایش اثربخشی درمان و کاهش عوارض جانبی (side effects) ناشی از مصرف داروها می‌شود، زیرا دارو دقیقاً به محل مورد نظر می‌رسد و از آسیب به بافت‌های سالم جلوگیری می‌کند. نانوذرات به دلیل توانایی عبور از موانع زیستی مانند غشای سلولی و همچنین قابلیت اصلاح سطحی، یک سیستم انتقال دارویی بسیار کارآمد محسوب می‌شوند.

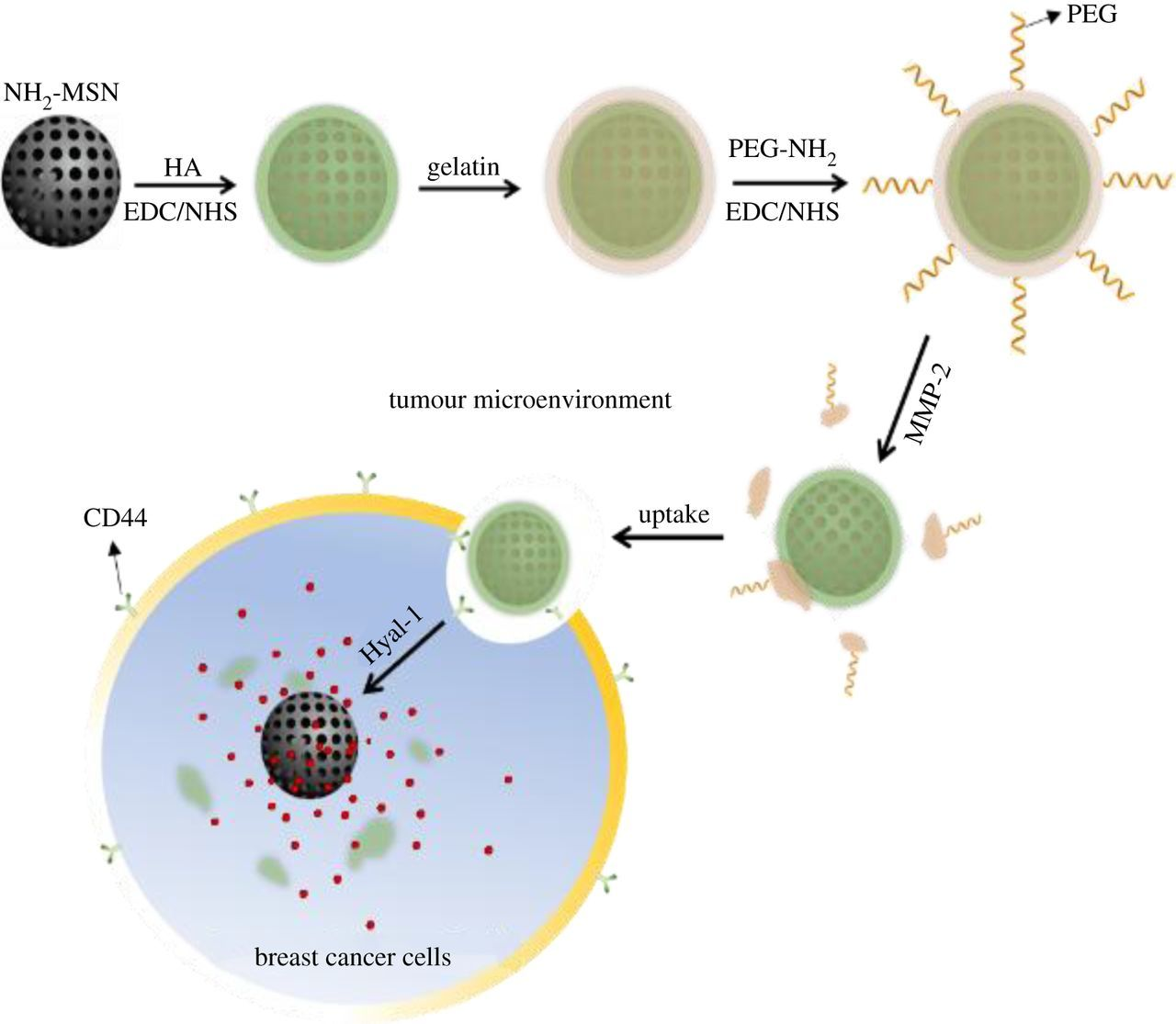
نانوذرات در دارو رسانی.

## انواع نانوذرات
نانوذرات از نظر ساختار، ترکیب و کاربرد به چند دسته اصلی تقسیم می‌شوند که هرکدام دارای ویژگی‌ها و کاربردهای منحصر به فردی هستند. انتخاب نوع نانوذره مناسب، بسته به هدف درمانی، ماهیت دارو و محل هدف در بدن صورت می‌گیرد تا کارایی و اثربخشی سیستم انتقال دارویی بهینه شود.
نانوذرات فلزی
این دسته شامل نانوذراتی مانند نانوذرات طلا، نقره، پلاتین و سایر فلزات است که به دلیل خواص الکترونیکی، کاتالیستی و بیولوژیکی منحصر به فردشان، در داروسازی، تشخیص بیماری و درمان سرطان کاربرد دارند.
نانوذرات پلیمری

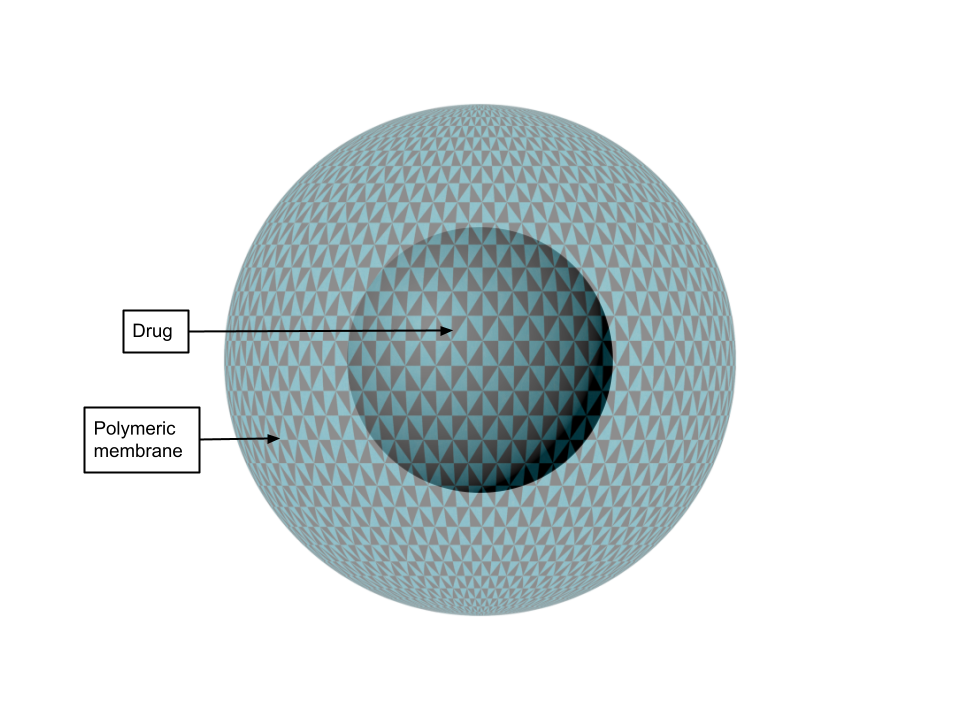
نمای شماتیک نانوکپسول پلیمری — ساختار کروی با هسته‌ای حاوی ماده فعال و پوشش پلیمری محافظ.

نانوذرات ساخته شده از پلیمرهای زیست‌تخریب‌پذیر مانند پلی‌لاکتیک اسید (PLA)، پلی‌کاپرولاکتون (PCL) و پلی‌لاکتیک-کو-گلیکولیک اسید (PLGA) هستند. این نانوذرات به عنوان حامل‌های دارویی، قابلیت بارگیری دارو و رهایش کنترل شده را دارند.
لیپوزوم‌ها  

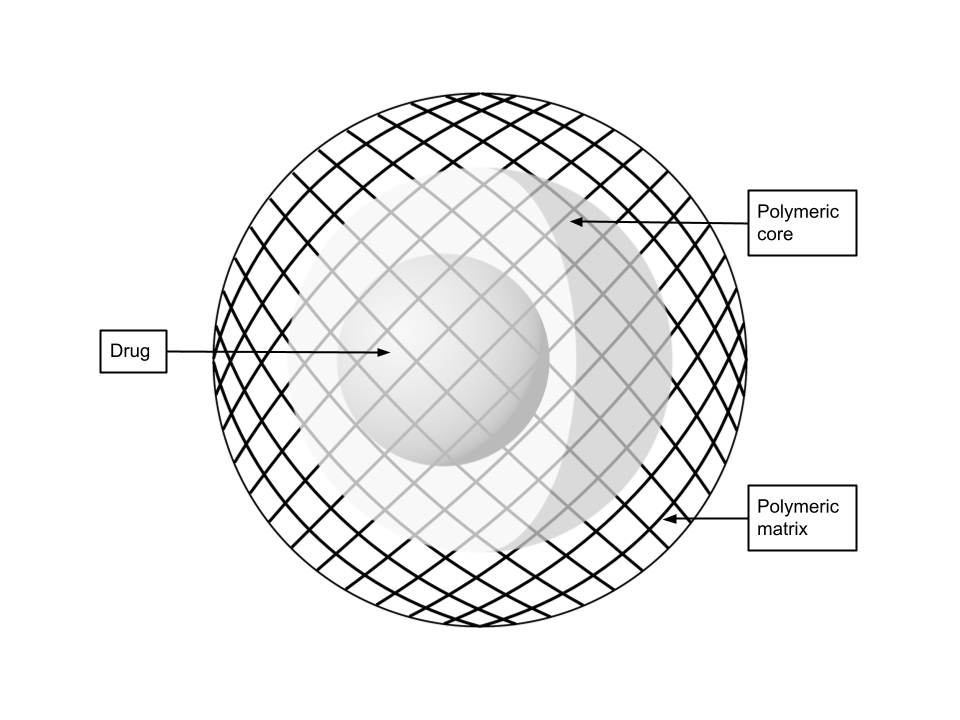
نمای شماتیک نانوسفر پلیمری — ساختار ماتریسی که دارو در سراسر ماتریس یا بر روی سطح جذب شده است.

لیپوزوم‌ها ساختارهای کروی و وزیکولی هستند که از لایه‌های دوگانه فسفولیپیدی تشکیل شده‌اند. این ساختارها قادر به حمل داروهای آبی (هیدروفیلیک) یا لیپوفیلی (هیدروفوبیک) در داخل یا اطراف لایه‌های خود هستند. لیپوزوم‌ها به‌عنوان سیستم‌های انتقال دارویی در درمان‌های مختلف، به ویژه در دارورسانی هدفمند، مورد استفاده قرار می‌گیرند. این سیستم‌ها با بهبود ویژگی‌هایی مانند زیست‌سازگاری، کاهش سمیت و افزایش پایداری دارو، نقش مهمی در بهبود اثربخشی درمانی ایفا می‌کنند.
در سال‌های اخیر، پیشرفت‌های قابل توجهی در طراحی و کاربرد لیپوزوم‌ها در دارورسانی صورت گرفته است. برای مثال، استفاده از فناوری‌های جدید مانند لیپوزوم‌های حساس به pH، لیپوزوم‌های پوشش‌دار با پلی‌اتیلن گلیکول (PEGylated liposomes) و لیپوزوم‌های مغناطیسی (magnetoliposomes) توانسته است کارایی این سیستم‌ها را در درمان بیماری‌های مختلف افزایش دهد. این پیشرفت‌ها به ویژه در درمان سرطان، عفونت‌های قارچی و التهاب‌های مزمن مورد توجه قرار گرفته‌اند.
نانوکپسول‌ها  

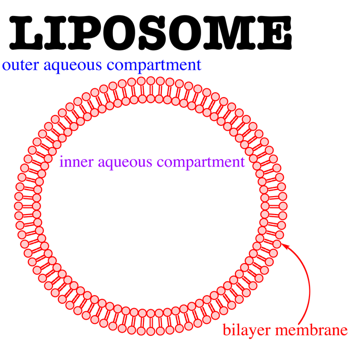
ساختار لیپوزوم: نمای شماتیک لایه دوگانه فسفولیپیدی که داروهای هیدروفیلیک در هسته آبی و داروهای هیدروفوبیک در لایه‌های لیپیدی حمل می‌شوند.

نانوکپسول‌ها ذرات نانومتری یا میکرومتری با ساختاری توخالی هستند که دارو یا ماده فعال در هسته آن‌ها قرار می‌گیرد و توسط یک لایه محافظ پلیمر یا لیپید احاطه شده است. این ساختار به افزایش پایداری دارو، کنترل رهایش تدریجی و هدفمند، و کاهش سمیت کمک می‌کند. روش‌های مختلفی برای تهیه نانوکپسول‌ها وجود دارد از جمله نانوپرسپیتاسیون، امولسیون-دیفیوژن و دابل امولسیون. نانوکپسول‌ها در دارورسانی هدفمند، درمان سرطان، بیماری‌های التهابی و عفونی کاربرد وسیعی دارند و می‌توانند زیست‌دسترس‌پذیری و اثربخشی دارو را بهبود بخشند. همچنین، امکان اصلاح سطح نانوکپسول‌ها برای افزایش هدفمندی و کاهش پاسخ‌های ایمنی وجود دارد.
نانوذرات سرامیکی  

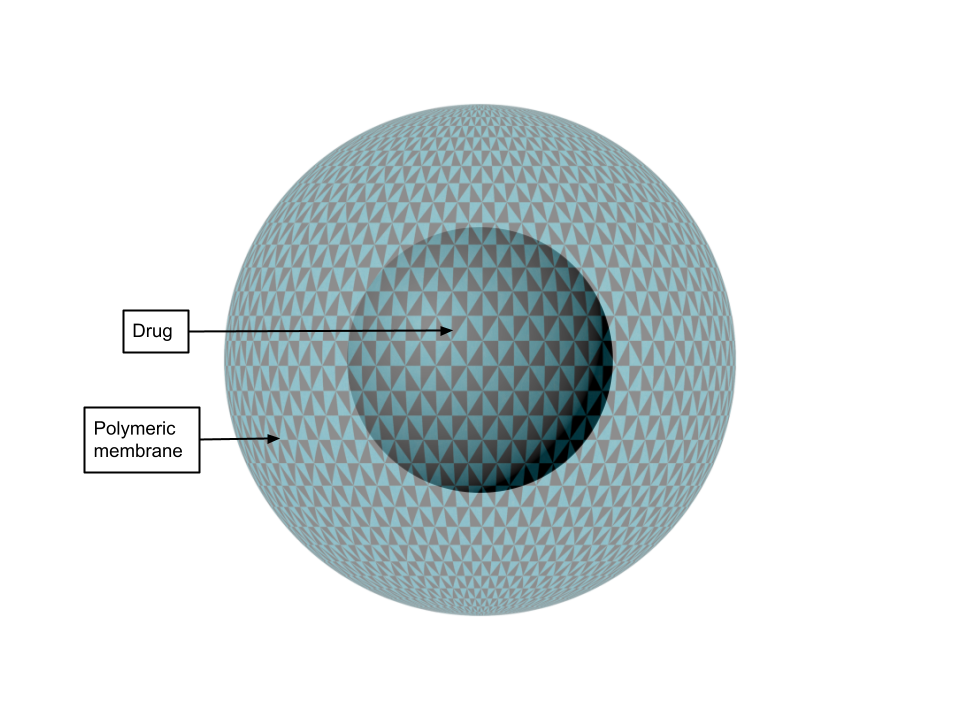
ساختار شماتیک نانوکپسول: دارو در هسته مرکزی محصور و توسط غشای پلیمری پوشیده شده است.

این نوع نانوذرات، از اکسیدهای فلزی مانند اکسید تیتانیوم (TiO₂)، اکسید آهن و سیلیکا ساخته می‌شوند و به دلیل پایداری بالا و قابلیت سطحی متنوع، در داروسازی و مهندسی بافت کاربرد دارند.
نانوذرات کربنی  

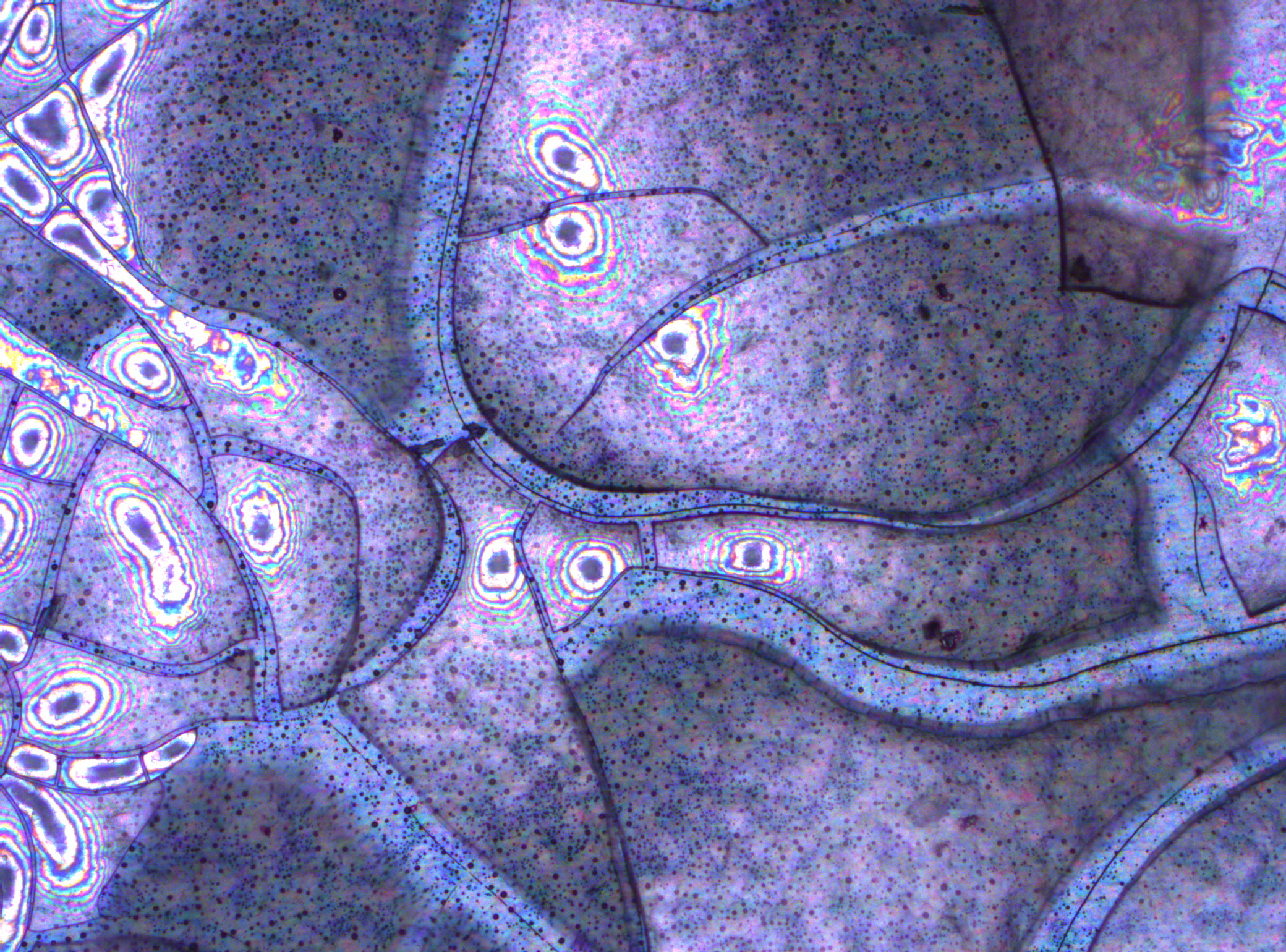
نانوذرات سرامیکی (اکسید تیتانیوم) در میکروسکوپ الکترونی روبشی — نمایی از ساختار واقعی نانونقاط سرامیکی.

نانوذرات کربنی به‌عنوان یکی از پیشرفته‌ترین مواد نانویی با ویژگی‌های منحصر به‌فرد، در سال‌های اخیر توجه زیادی را در حوزه دارورسانی و مهندسی بافت به خود جلب کرده‌اند. این نانوذرات شامل انواعی مانند نانوذرات کربنی کوانتومی (CQDs)، نانولوله‌های کربنی (CNTs) و گرافن هستند که هرکدام خواص فیزیکی و شیمیایی خاص خود را دارند و کاربردهای گسترده‌ای در پزشکی و داروسازی دارند. ویژگی‌هایی مانند ظرفیت بارگذاری بالا، زیست‌سازگاری خوب، هدف‌گیری مؤثر و پایداری طولانی‌مدت، نانوذرات کربنی را به گزینه‌ای مناسب برای کاربردهای زیست‌پزشکی تبدیل کرده است.

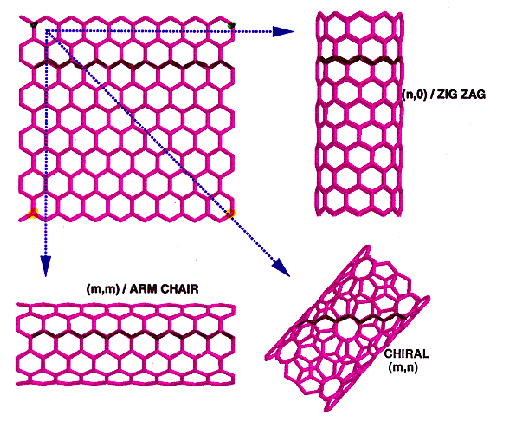
ساختار شماتیک نانولوله‌های کربنی؛ نمایش تبدیل ورق گرافنی به ساختار نانولوله‌ای.

## روش‌های سنتز نانوذرات
سنتز نانوذرات یکی از مراحل کلیدی در تولید نانومواد است که خواص فیزیکی، شیمیایی و بیولوژیکی نهایی آنها را تحت تأثیر قرار می‌دهد. روش‌های مختلفی برای سنتز نانوذرات وجود دارد که به دو دسته کلی روش‌های فیزیکی و شیمیایی تقسیم می‌شوند.
در روش‌های فیزیکی، فرآیندهایی مانند تبخیر و رسوب، خردایش مکانیکی (مکانوسنتز)، و لیزر ابلیشن به کار گرفته می‌شوند. این روش‌ها معمولاً به دلیل نداشتن استفاده از مواد شیمیایی، نانوذرات خالص‌تری تولید می‌کنند اما نیازمند تجهیزات تخصصی و مصرف انرژی بالاتری هستند.
در مقابل، روش‌های شیمیایی شامل روش‌های رسوب‌دهی شیمیایی، سنتز هیدروترمال، سنتز سول‌ژل، روش‌های زیستی و سایر فرآیندهای شیمیایی است که با کنترل دقیق شرایط واکنش می‌توان نانوذرات با اندازه، شکل و خواص مشخص تولید کرد. این روش‌ها قابلیت مقیاس‌پذیری بالایی دارند اما گاهی ممکن است آلودگی ناشی از مواد شیمیایی باقی بماند.
همچنین، روش‌های نوین ترکیبی و سبز در حال توسعه هستند که سعی دارند مزایای هر دو گروه روش‌های فیزیکی و شیمیایی را با حداقل آسیب محیطی تلفیق کنند.
این تنوع در روش‌های سنتز، امکان استفاده گسترده از نانوذرات در حوزه‌های مختلفی همچون دارورسانی، مهندسی بافت، کاتالیز و الکترونیک را فراهم می‌آورد.
روش‌های فیزیکی سنتز نانوذرات
در روش‌های فیزیکی، نانوذرات با استفاده از انرژی‌های فیزیکی مانند حرارت، اشعه لیزر یا آسیاب مکانیکی ساخته می‌شوند. این روش‌ها از متداول‌ترین تکنیک‌ها برای تولید نانومواد با اندازه و شکل کنترل‌شده به شمار می‌آیند و مزیت اصلی آن‌ها، کاهش آلودگی و عدم نیاز به مواد شیمیایی جانبی است.
از جمله روش‌های معروف سنتز فیزیکی می‌توان به موارد زیر اشاره کرد:
خردایش مکانیکی (Mechanical Ball Milling): در این روش، مواد اولیه همراه با گلوله‌های فلزی در یک محفظه چرخان قرار گرفته و با برخوردهای مکرر به ذرات نانو تبدیل می‌شوند. این روش برای تولید نانوذرات فلزی و سرامیکی کاربرد فراوان دارد.
تبخیر-تراکم (Evaporation-Condensation): بخار ماده اولیه در محیط گاز بی‌اثر سرد شده و نانوذرات تشکیل می‌شوند.
تبخیر فیزیکی یا رسوب‌گذاری با بخار (Physical Vapor Deposition - PVD): تبخیر ماده و رسوب آن روی سطح سرد، منجر به شکل‌گیری نانوذرات یا لایه‌های نازک می‌شود.
آبشار قوس الکتریکی (Electric Arc Discharge): قوس الکتریکی بین دو الکترود موجب تبخیر ماده و تشکیل نانوذرات می‌شود که معمولاً برای تولید نانولوله‌های کربنی کاربرد دارد.
لیزر ابلیشن (Laser Ablation): تابش پرتو لیزر با انرژی بالا به سطح ماده، باعث تبخیر و تجمع نانوذرات می‌شود.
الکترواسپینینگ (Electrospinning): تبدیل محلول پلیمری تحت میدان الکتریکی به نانوالیاف که در تولید نانوذرات نیز کاربرد دارد.
پالس وایر دیسشارژ (Pulsed Wire Discharge): عبور جریان پالس‌دار از سیم، موجب تبخیر و تشکیل نانوذرات می‌شود.
آبشار یون (Ion Sputtering): برخورد یون‌های پرانرژی به سطح ماده، باعث جدا شدن ذرات سطحی و تشکیل نانوذرات می‌شود.
این روش‌ها به دلیل کنترل بهتر اندازه و شکل نانوذرات و همچنین عدم استفاده از مواد شیمیایی، در صنایع مختلفی مانند داروسازی، الکترونیک و مهندسی مواد کاربرد وسیع دارند.
روش‌های شیمیایی سنتز نانو ذرات
این روش‌ها مبتنی بر واکنش‌های شیمیایی کنترل‌شده در شرایط محیطی مشخص مانند دما، pH، غلظت واکنش‌دهنده‌ها و زمان واکنش هستند. این روش‌ها امکان تولید نانوذرات با اندازه، شکل و خواص سطحی قابل تنظیم را فراهم می‌کنند و معمولاً در مقیاس صنعتی نیز کاربرد دارند.
از مهم‌ترین روش‌های شیمیایی می‌توان به موارد زیر اشاره کرد:
رسوب‌گذاری شیمیایی (Chemical Precipitation): در این روش، یون‌های موجود در محلول با یکدیگر واکنش داده و به صورت نانوذرات جامد رسوب می‌کنند. این فرآیند نسبتاً ساده و اقتصادی بوده و عمدتاً برای تولید نانوذرات اکسیدی مورد استفاده قرار می‌گیرد.
سنتز هیدروترمال (Hydrothermal Synthesis): واکنش‌ها در این روش در دما و فشار بالا در حضور محلول‌های آبی انجام می‌شوند. سنتز هیدروترمال امکان کنترل دقیق اندازه، مورفولوژی و فاز نانوذرات بلوری را فراهم می‌کند.
کاهش شیمیایی (Chemical Reduction): ترکیبات فلزی در محلول با استفاده از عوامل کاهنده شیمیایی مانند سدیم بوروهیدرید یا عصاره‌های گیاهی به حالت فلزی کاهش یافته و نانوذرات فلزی شکل می‌گیرند. این روش برای سنتز نانوذرات فلزی مثل نقره و طلا بسیار رایج است.
سنتز سبز (Green Synthesis): این روش زیست‌سازگار از منابع طبیعی مانند عصاره‌های گیاهی، میکروارگانیسم‌ها یا پلی‌ساکاریدها به عنوان عوامل کاهنده و تثبیت‌کننده استفاده می‌کند. سنتز سبز از مصرف مواد شیمیایی سمی جلوگیری کرده و سازگار با محیط زیست است.
روش‌های شیمیایی به دلیل کنترل دقیق بر روی ابعاد و شکل نانوذرات و قابلیت تولید در مقیاس صنعتی، در زمینه‌هایی همچون داروسازی، کاتالیزورها، الکترونیک و مهندسی مواد کاربرد گسترده‌ای دارند.
روش‌های بیولوژیکی
این روش به عنوان زیرمجموعه‌ای از روش‌های سبز، استفاده از میکروارگانیسم‌ها، گیاهان و عصاره‌های طبیعی برای سنتز نانوذرات را شامل می‌شود. این روش به دلیل دوستدار محیط زیست بودن و استفاده از مواد غیرسمی، بسیار مورد توجه است.

## کاربردهای دارویی و پزشکی
نانوذرات به دلیل ویژگی‌های منحصر به فردی مانند اندازه بسیار کوچک، سطح ویژه بالا و قابلیت تغییر سطح، در حوزه داروسازی و پزشکی کاربردهای گسترده‌ای یافته‌اند. برخی از مهم‌ترین کاربردهای نانوذرات در این حوزه عبارتند از:
انتقال هدفمند دارو
نانوذرات می‌توانند داروها را به طور مستقیم به سلول‌ها یا بافت‌های هدف منتقل کنند، که این امر موجب افزایش اثربخشی درمان و کاهش عوارض جانبی دارویی می‌شود. با استفاده از نانوذرات، داروها می‌توانند از موانعی مانند سد خونی-مغزی عبور کنند و به محل دقیق بیماری برسند.
درمان سرطان
نانوذرات به عنوان حامل‌های دارویی در شیمی‌درمانی می‌توانند داروهای ضدسرطان را به صورت موضعی و هدفمند منتقل کنند، که باعث کاهش سمیت سیستمیک و بهبود کیفیت زندگی بیماران می‌شود. نانوذرات همچنین می‌توانند به صورت ترکیبی با روش‌های دیگر درمانی مانند پرتو درمانی و ایمونوتراپی استفاده شوند.
درمان بیماری‌های عفونی
نانوذرات با خواص ضدباکتریایی، ضدویروسی و ضدقارچی، در درمان بیماری‌های عفونی نقش مؤثری ایفا می‌کنند. این ذرات می‌توانند داروها را به محل عفونت برسانند و همچنین با خود نانوذرات، فعالیت ضد میکروبی قوی‌تری ایجاد شود که به کاهش مقاومت دارویی کمک می‌کند. 
تصویربرداری پزشکی و تشخیص
نانوذرات به‌عنوان عوامل کنتراست در تصویربرداری پزشکی مانند MRI، CT، PET، SPECT و اولتراسوند به‌کار می‌روند که دقت تشخیص بیماری‌ها را افزایش می‌دهند. قابلیت سطحی‌سازی این ذرات امکان هدف‌گیری دقیق‌تر را فراهم می‌کند.
| کاربرد نانوذرات           | توضیح خلاصه | مثال / نوع نانوذره                         | منبع نمونه |
| ------------------------- | --- | ------------------------------------------ | --- |
| انتقال هدفمند دارو        | رساندن دقیق دارو به سلول یا بافت هدف برای افزایش اثربخشی و کاهش عوارض جانبی؛ عبور از موانعی مانند سد خونی-مغزی                          | نانوذرات پلیمری، لیپوزوم‌ها                 | Peer, D. (2007). "Nanocarriers as an emerging platform for cancer therapy". Nature Nanotechnology. 2 (12): 751–760. doi:10.1038/nnano.2007.387. |
| درمان سرطان               | انتقال هدفمند داروهای ضد سرطان به محل تومور با کاهش سمیت سیستمیک و بهبود کیفیت زندگی؛ امکان ترکیب با پرتو درمانی و ایمونوتراپی          | نانوذرات طلا، نانوذرات پلیمری              | Oroojalian, Fatemeh; Charbgoo, Fahimeh; Hashemi, Maryam; Amani, Amir; Yazdian-Robati, Rezvan; Mokhtarzadeh, Ahad; Ramezani, Mohammad; Hamblin, Michael R. (2020). "Recent advances in nanotechnology-based drug delivery systems for the kidney". Journal of Controlled Release. 319: 442–462. doi:10.1016/j.jconrel.2020.02.027. |
| درمان بیماری‌های عفونی     | خواص ضدباکتریایی، ضدویروسی و ضدقارچی؛ رساندن دارو به محل عفونت و کاهش مقاومت دارویی                                                     | نانوذرات فلزی (نقره، روی)، نانوذرات پلیمری | Ozdal, Murat; Gurkok, Sumeyra (2022). "Recent advances in nanoparticles as antibacterial agent". ADMET & DMPK. 10 (2): 115–129. doi:10.5599/admet.1172. |
| تصویربرداری پزشکی و تشخیص | استفاده به عنوان عوامل کنتراست در MRI، CT، PET، SPECT و اولتراسوند برای افزایش دقت تشخیص؛ امکان هدف‌گیری دقیق‌تر به واسطه قابلیت سطحی‌سازی | نانوذرات اکسید آهن، نانوذرات گادولینیوم    | Mubasharah, Afiya; Datta, Nondita; Arafat, M. Tarik (2024). Basak, Piyali; Das, Pratik; Manna, Suvendu; Sinha, Tridib Kumar (eds.). Nanoparticles for Biomedical Imaging: History to Current Status. CRC Press/Taylor & Francis. doi:10.1201/9781003432661-1.                                                                     |

## چالش‌ها و محدودیت‌ها
با وجود پیشرفت‌های قابل توجه در حوزه نانوذرات و کاربردهای دارویی آن‌ها، استفاده بالینی و تجاری این فناوری با چالش‌ها و محدودیت‌های متعددی روبرو است که عبارت‌اند از:

### سمیت نانوذرات
نانوذرات ممکن است باعث ایجاد سمیت در سلول‌ها و بافت‌های بدن شوند. اندازه بسیار کوچک و سطح فعال بالای این ذرات می‌تواند منجر به تولید گونه‌های واکنش‌پذیر اکسیژن (ROS) و آسیب به DNA شود. بنابراین، ارزیابی کامل سمیت و بی‌خطر بودن نانوذرات قبل از استفاده بالینی ضروری است.

### پایداری و انبارداری
نانوذرات در محیط‌های زیستی ممکن است ناپایدار باشند و دچار تجمع یا تغییر خواص شوند که باعث کاهش عملکرد آن‌ها می‌شود. همچنین در طول فرآیند تولید، حفظ پایداری نانوذرات، ذخیره‌سازی و حمل‌ونقل آن‌ها چالش‌برانگیز است.

### پاسخ‌های ایمنی ناخواسته
نانوذرات می‌توانند باعث تحریک سیستم ایمنی و واکنش‌های التهابی ناخواسته شوند که به کاهش اثر درمان و بروز عوارض جانبی منجر خواهد شد. در این رابطه یکی از اهداف مهم محققین طراحی نانوذرات با قابلیت فرار از سیستم ایمنی است.

### محدودیت‌های تولید صنعتی
تولید نانوذرات با کیفیت یکنواخت و در مقیاس صنعتی هنوز با مشکلات فنی و اقتصادی روبرو است. هزینه بالای تجهیزات، کنترل دقیق اندازه و شکل ذرات، و مسائل مربوط به استانداردسازی از جمله موانع اصلی هستند.
با وجود این چالش‌ها، پیشرفت‌های علمی و فناوری در زمینه طراحی، سنتز و ارزیابی نانوذرات به بهبود کارایی و ایمنی آن‌ها کمک شایانی کرده و آینده روشنی برای کاربردهای دارویی نانوذرات پیش‌بینی می‌شود.
| چالش                | توضیح                                                                  | پیامدها / راهکارها                                        |
| ------------------- | ---------------------------------------------------------------------- | --------------------------------------------------------- |
| سمیت نانوذرات       | احتمال ایجاد آسیب سلولی و بافتی به دلیل اندازه کوچک و فعالیت سطحی بالا | نیاز به ارزیابی دقیق سمیت و توسعه نانوذرات زیست‌سازگار     |
| پایداری نانوذرات    | ناپایداری در محیط زیستی، تغییر خواص و تجمع                             | بهبود روش‌های سنتز و پوشش‌دهی سطح برای افزایش پایداری       |
| پاسخ ایمنی ناخواسته | تحریک سیستم ایمنی و التهاب                                             | طراحی نانوذرات با پوشش‌های ضدایمنی و فرار از شناسایی ایمنی |
| تولید صنعتی         | چالش‌های کنترل کیفیت، یکنواختی و هزینه‌های بالا                          | توسعه فناوری‌های نوین و استانداردسازی فرایندهای تولید      |

## جمع‌بندی
نانوذرات به دلیل ویژگی‌های فیزیکی، شیمیایی و زیستی منحصر به فردشان، نقش مهم و رو به رشدی را در حوزه داروسازی پیدا کرده‌اند. انتقال هدفمند دارو با استفاده از نانوذرات، موجب افزایش اثربخشی درمان و کاهش عوارض جانبی می‌شود. انواع مختلفی از نانوذرات شامل نانو ذرات فلزی، پلیمری، لیپوزوم‌ها، نانوکپسول‌ها، سرامیکی و کربنی، هر کدام ویژگی‌ها و کاربردهای خاص خود را دارند که بر اساس نوع درمان و هدف دارویی انتخاب می‌شوند. همچنین، روش‌های سنتز متنوعی برای تولید نانوذرات به کار گرفته می‌شود که می‌توانند تأثیر مستقیم بر عملکرد و کارایی نانوذرات داشته باشند. در نهایت، پیشرفت‌های فناوری نانو در داروسازی، امکانات نوینی را برای درمان بیماری‌ها، به ویژه سرطان و سایر بیماری‌های مزمن فراهم کرده است که انتظار می‌رود با ادامه تحقیقات، کاربردهای گسترده‌تر و دقیق‌تری در آینده ارائه شود.